# Hendrik Martenszoon Sorgh

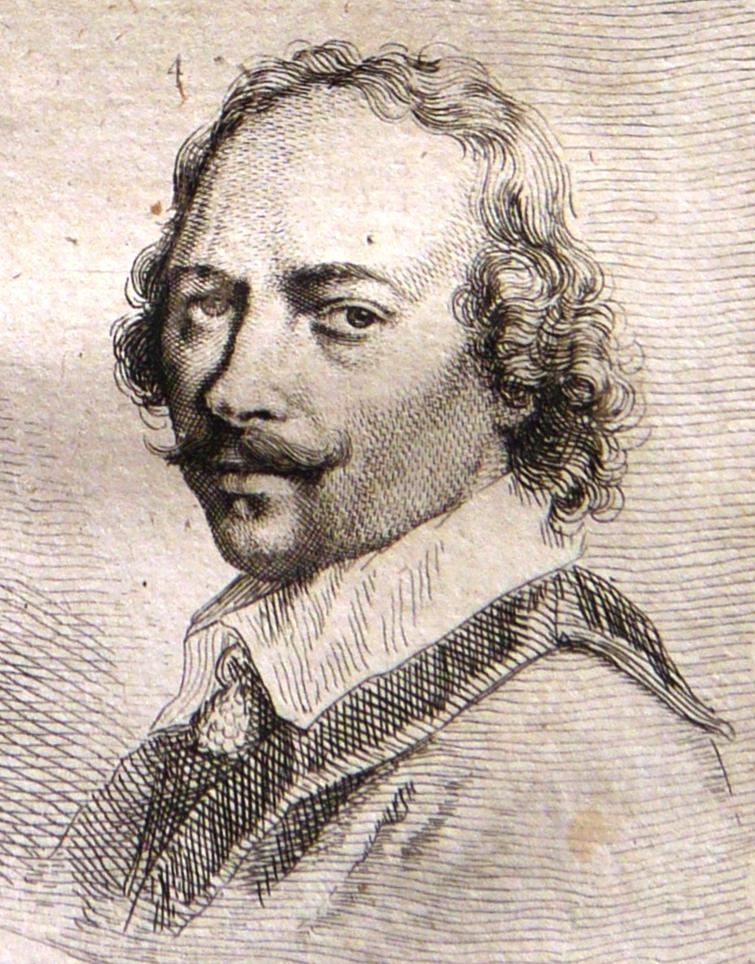
Hendrick Martensz. Sorgh

Hendrik Martenszoon Sorgh (c. 1610 – enterrado el 28 de junio de 1670) fue un pintor holandés de obras de género de la Edad de Oro.

## Trayectoria

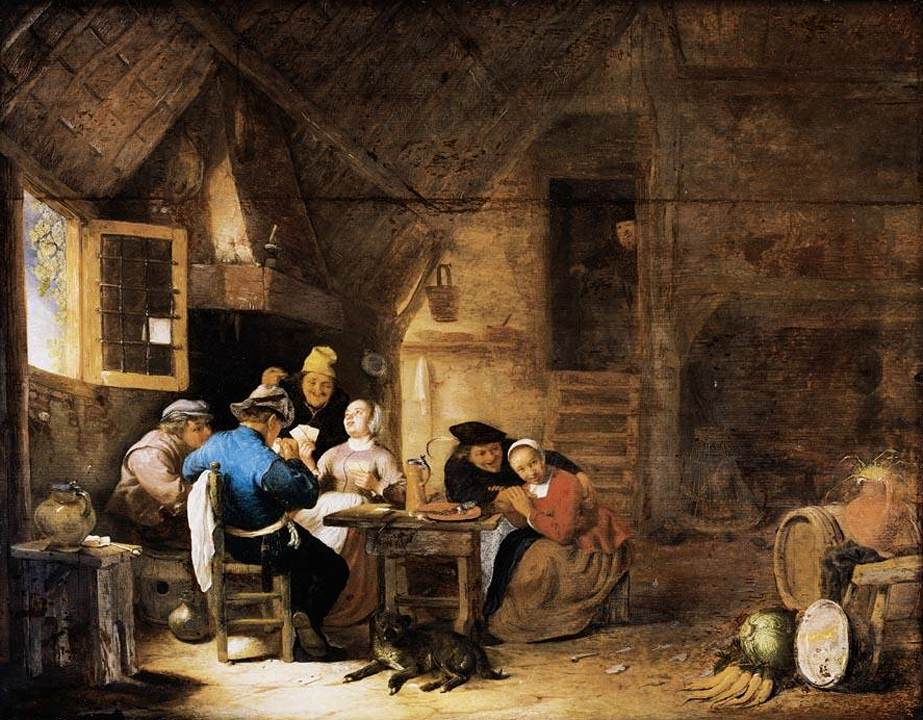
Hendrick Maertensz. Sorgh - Interior con campesinos jugando a las cartas

Hendrick Sorgh - también firmó “Sorch” y “de Sorch” - era hijo de Maerten Claes Rochus (fallecido en Rotterdam el 11 de enero de 1642) y su segunda esposa Elisabeth (Lysbeth) Hendricksd van Hengel (fallecida en Rotterdam el 30 de junio de 1642), con quien Maerten se casó el 28 de mayo de 1606 en Rotterdam. Su madre venía de Amberes, su padre era un barquero que llevaba mercancías desde Rotterdam al mercado de Dordrecht. Maerten era conocido por gestionar el envío y la entrega de mercancías con cuidado, lo que le valió el sobrenombre de "Zorg" ("Cuidado"). Hendrick usó el apodo de su padre como su apellido.
Sorgh se convirtió en alumno de David Teniers el Joven y Willem Pieterszoon Buytewech.  Al igual que Teniers, Sorgh pintó principalmente interiores con campesinos. Los interiores de cocina cuentan con elaborados bodegones. También pintó escenas de mercado, retratos y escenas marinas e históricas
Él mismo se casó con Adriaantje Hollaer (1610-1693) el 20 de febrero de 1633 en Rotterdam, ella era hija de un comerciante y cuñada del pintor Crijn Hendricksz Volmarijn. Tuvieron al menos cinco hijos, uno de ellos se llamó Maerten Sorgh (ca. 1641-1702).
En 1636 o 1637 se convirtió en maestro en el Gremio de San Lucas. Los negocios iban bien y Hendrick Sorgh era un hombre acomodado con una posición importante en la sociedad. En 1637 compró una casa llamada "Het Vrouwehoofd" por una considerable suma de dinero. En un documento de 1638 se le menciona como “Veerman entre Rotterdam y Dordrecht”, aunque similar al puesto de su padre, probablemente se trata de un trabajo honorífico. Su nombramiento en el municipio para puestos honoríficos como 'pesador de pan' en 1657 y 'maestro de fuego' en 1659, junto con su participación en 1646 en una cacería de conejos en Vlaardingen con el alguacil de Rotterdam, demuestran que gozaba de cierto prestigio local.
En 1654 fue comisionado por la ciudad de Rotterdam para restaurar un retrato de Erasmo. En 1659 se convirtió en jefe del Gremio de San Lucas de Rotterdam.  En 1669 compró un jardín de flores en Schiekade. Murió en 1670 y fue enterrado en Grote Kerk en Rotterdam.
Las obras de Sorgh incluyen, por ejemplo, Un hombre escribiendo, Interior con Jacob y Esaú y Una cocina. También hay una pintura de Hendrick Sorgh en la Hunterian Art Gallery ("Interior con jugadores de cartas") en Glasgow, Escocia.
Su esposa Adriaantje Hollaer se hizo famosa en 1947 por el retrato de su matrimonio que había sido pintado por Rembrandt y que figuraba en el billete de 100 florines holandeses, impreso entre 1947 y 1950. A través de su hermana, fue cuñado de su amigo el pintor Crijn Hendricksz Volmarijn. Este retrato de Rembrandt se consideró durante mucho tiempo como un compañero de un retrato de él, pero ya no es seguro, ya que un grabado del siglo XVIII de ese retrato tenía la leyenda Nicholas Berchem. El retrato grabado de él en El gran teatro de pintores holandeses de Arnold Houbraken se basó en su autorretrato, actualmente en una colección privada.
Alumnos suyos fueron Jacobus Blauvoet, Abraham Diepraam, Cornelis Dorsman, Pieter Nijs y Pieter Crijnse Volmarijn.

## Galería

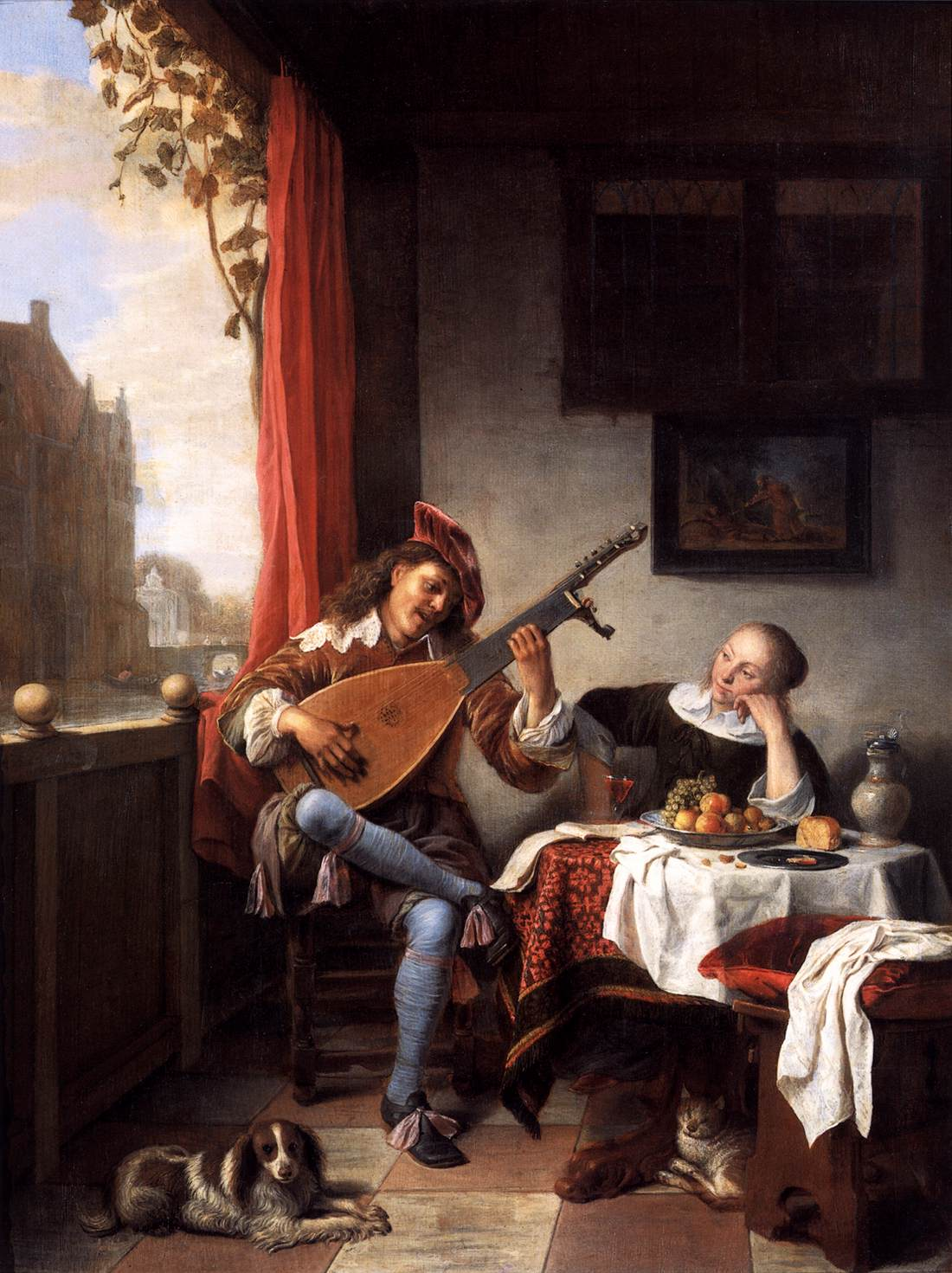
Escena interior de Sorgh
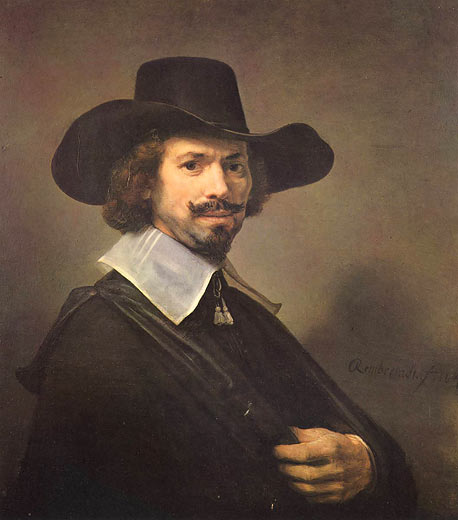
Retrato de matrimonio de un hombre con un gran sombrero negro del taller de Rembrandt, que antes se pensaba que eran Nicolaes Berchem, Hendrik Sorgh ó Carel Fabricius
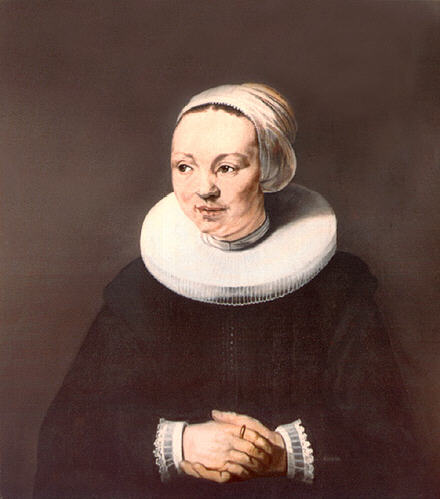
Retrato de matrimonio de su esposa Adriaantje Hollaer, pintado por el taller de Rembrandt, aproximadamente al mismo tiempo y considerado pareja del hombre del sombrero.
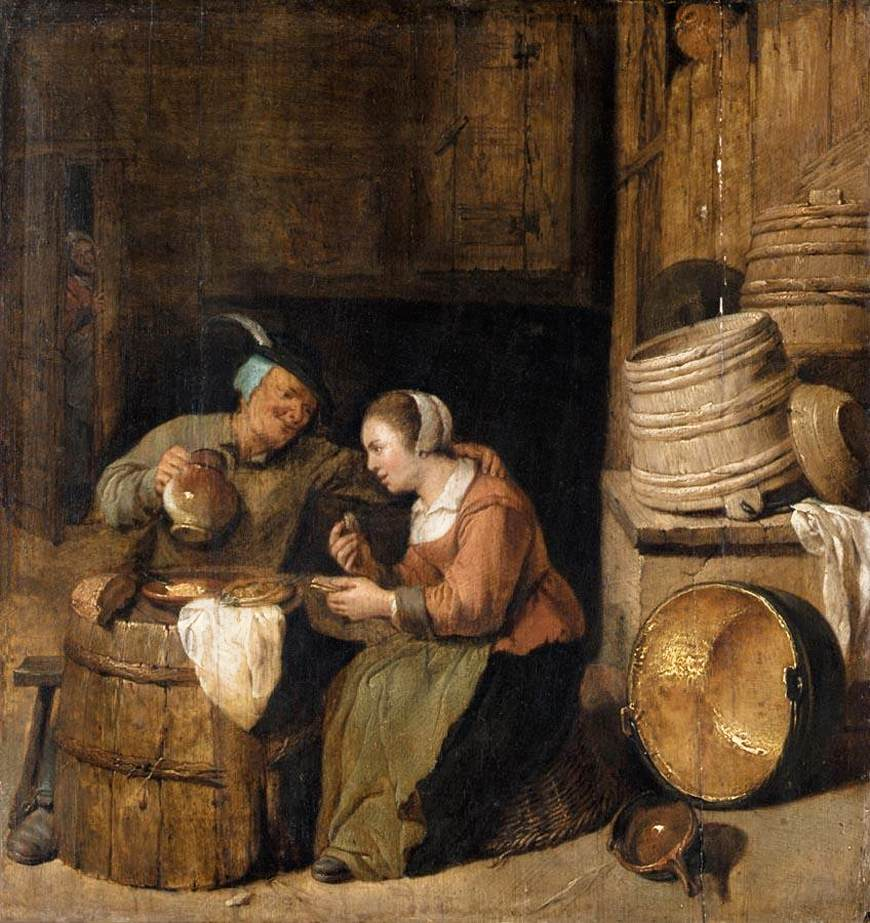
Una escena interior
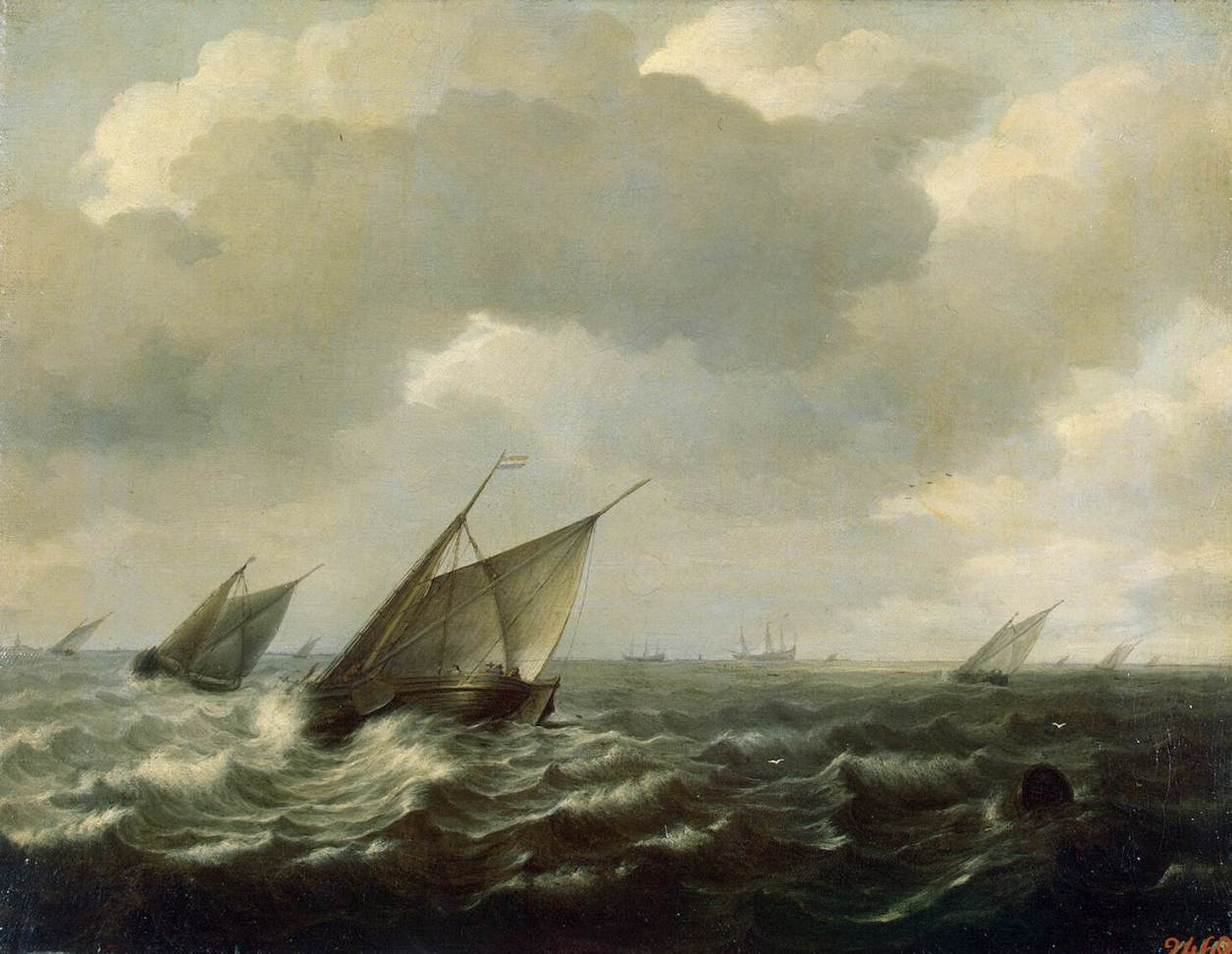
Navegando en un viento fuerte